# McLaren MP4-24
McLaren MP4-24 — гоночный автомобиль команды Формулы-1 Vodafone McLaren Mercedes, принимавший участие в сезоне Формулы-1 2009 года.

## Презентация и начало сезона
Презентация машины состоялась 16 января 2009 в штаб-квартире McLaren в Уокинге, Великобритания. В этот же день прошли первые тесты болида на трассе Алгарве, Португалия.

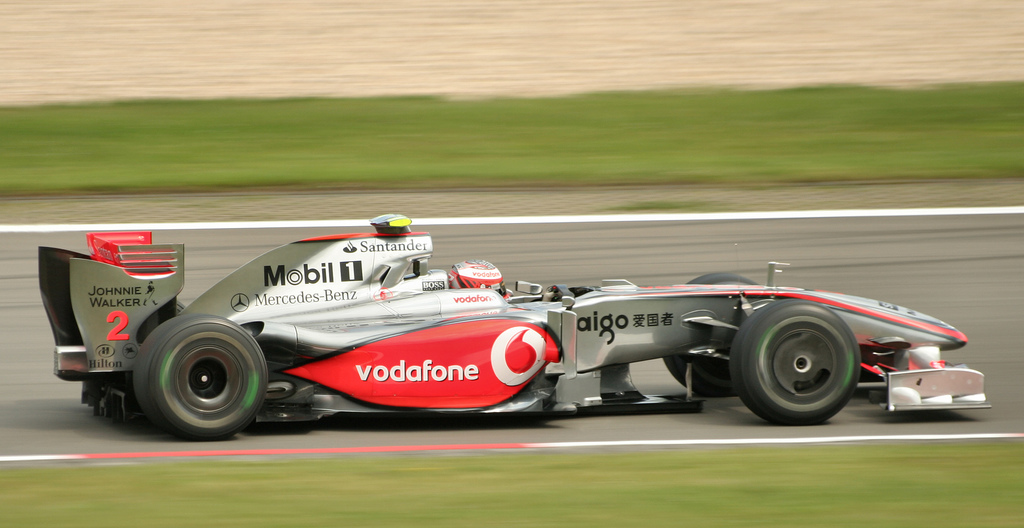
Хейкки Ковалайнен управляет MP4-24 на Гран-при Германии 2009 года.

Работы над машиной продолжались более полутора лет, вся конструкция была полностью пересмотрена для соответствия новому техническому регламенту, вступавшему в силу с 2009 года. Однако ещё в межсезонье, на первых зимних тестах, обнаружились проблемы с новой машиной: она уступала соперникам около двух секунд на круге. К первой гонке сезона, Гран-при Австралии, отставание удалось несколько сократить, но машина продолжала уступать соперникам при прохождении скоростных поворотов из-за недостатка прижимной силы. Команда объясняла эти проблемы тем, что слишком много ресурсов пришлось тратить до самого конца сезона 2008 года на доработку McLaren MP4-23, так как Льюис Хэмилтон сражался за титул Чемпиона мира.
Большой резонанс получил скандал с участием Хэмилтона и Трулли на Гран-при Австралии. На судебном разбирательстве англичанин солгал стюардам, сказав, что итальянец обогнал его под пейс-каром. В итоге Хэмилтона дисквалифицировали, а команда переживала не лучшие времена. Был уволен гоночный инженер Льюиса, ушёл в отставку и сам Рон Деннис.
В первой половине сезона пилоты команды чаще всего не могли пройти в третий сегмент квалификации и очень редко боролись за очки в гонках. Хэмилтон умудрился три раза подряд не выйти из первого сегмента квалификации. Ненамного лучше шли дела и у напарника действующего Чемпиона мира - Хейкки Ковалайнена. После Гран-при Великобритании на счету команды было только 13 очков в зачёте Кубка конструкторов.

## Возрождение

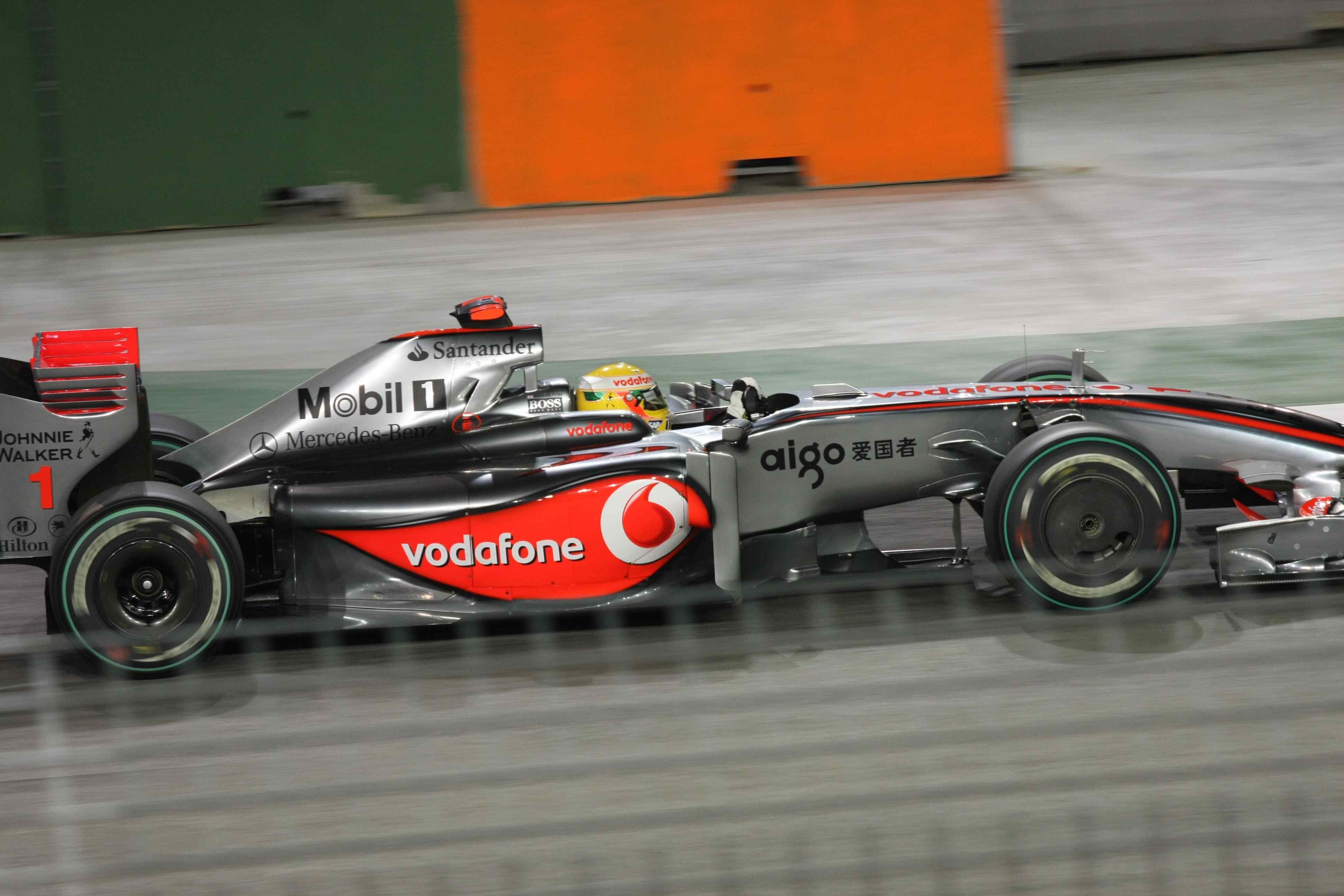
MP4-24 и Хэмилтон - победители Гран-при Сингапура 2009.

К Гран-при Германии команда смогла справиться с трудностями и после летнего трехнедельного перерыва представила обновленный болид MP4-24. Теперь гонщики McLaren получили возможность бороться в первых рядах пелетона.
Уже на Нюрбургринге Льюис Хэмилтон мог выиграть, но прокол колеса после контакта с Уэббером отбросил британца далеко назад. Но уже на следующем этапе в Венгрии при помощи системы KERS, позволившей ему отлично стартовать, Чемпион мира 2008 года выиграл гонку. Вторую победу в сезоне Хэмилтон одержал на ночном Гран-при Сингапура, где англичанин статовал с поула. По разным причинам были упущены победы в Валенсии, Монце и Абу-Даби. Улучшились результаты и у Ковалайнена, правда до подиума финн так и не добрался.
Благодаря достигнутому по ходу сезона прогрессу команде удалось занять 3 позицию в Кубке конструкторов, всего на очко опередив Ferrari.

## Спонсоры
Титульный спонсор — Vodafone, основные спонсоры: Jonnie Walker, Santander, TAG Heuer, Mobil1, FedEx, Lenovo.

## Результаты выступлений в сезоне 2009

### Результаты в гонках
| Легенда к таблице |                                                                    |
| --- | ------------------------------------------------------------------ |
| В таблице перечислены результаты всех Гран-при Формулы-1, в которых использовался автомобиль. Строками таблицы являются сезоны, столбцами — этапы чемпионата мира. В каждой клетке указаны сокращённое название этапа и результат, дополнительно обозначенный цветом. Расшифровка обозначений и цветов представлена в нижеследующей таблице. |                                                                    |
| \| Пример \| Описание \| \| ------------ \| ------------------------------------------------------------------ \| \| 1 \| Победитель \| \| 2 \| Второе место \| \| 3 \| Третье место \| \| 5 \| Финишировал, заработав очки \| \| Сход \| Не финишировал, но при этом заработал очки \| \| 12 \| Финишировал, не получив очков \| \| НКЛ \| Финишировал, но не попал в финальную классификацию \| \| 15 \| Участвовал вне зачёта, либо по отдельной классификации \| \| 18 \| Не финишировал, но попал в финальную классификацию \| \| Сход \| Не финишировал \| \| НКВ \| Не прошёл квалификацию \| \| НПКВ \| Не прошёл предквалификацию \| \| ДСК \| Дисквалифицирован \| \| ИСК \| Исключён из протокола соревнований \| \| ТТ \| Заявлен для участия только в тренировках \| \| НС \| Участвовал в квалификации, но не стартовал в гонке \| \| Т \| Травмирован или болен \| \| ОТК \| Отказ от участия \| \| НТР \| Прибыл на соревнования, но на трассу не выезжал \| \| НПР \| Был заявлен в числе участников, но не прибыл к началу соревнований \| \| О \| Соревнования отменены \| \| \| Не участвовал \| \| Поул-позиция \| \| \| Быстрый круг \| \| |                                                                    |
| Пример | Описание                                                           |
| 1 | Победитель                                                         |
| 2 | Второе место                                                       |
| 3 | Третье место                                                       |
| 5 | Финишировал, заработав очки                                        |
| Сход | Не финишировал, но при этом заработал очки                         |
| 12 | Финишировал, не получив очков                                      |
| НКЛ | Финишировал, но не попал в финальную классификацию                 |
| 15 | Участвовал вне зачёта, либо по отдельной классификации             |
| 18 | Не финишировал, но попал в финальную классификацию                 |
| Сход | Не финишировал                                                     |
| НКВ | Не прошёл квалификацию                                             |
| НПКВ | Не прошёл предквалификацию                                         |
| ДСК | Дисквалифицирован                                                  |
| ИСК | Исключён из протокола соревнований                                 |
| ТТ | Заявлен для участия только в тренировках                           |
| НС | Участвовал в квалификации, но не стартовал в гонке                 |
| Т | Травмирован или болен                                              |
| ОТК | Отказ от участия                                                   |
| НТР | Прибыл на соревнования, но на трассу не выезжал                    |
| НПР | Был заявлен в числе участников, но не прибыл к началу соревнований |
| О | Соревнования отменены                                              |
| | Не участвовал                                                      |
| Поул-позиция |                                                                    |
| Быстрый круг |                                                                    |

| Год  | Команда | Двигатель           | Шины | Пилоты     | 1    | 2    | 3   | 4   | 5    | 6    | 7   | 8    | 9   | 10  | 11  | 12   | 13  | 14  | 15  | 16  | 17   | Место | Очки |
| ---- | ------- | ------------------- | ---- | ---------- | ---- | ---- | --- | --- | ---- | ---- | --- | ---- | --- | --- | --- | ---- | --- | --- | --- | --- | ---- | ----- | ---- |
| 2009 | McLaren | Mercedes FO 108W V8 | B    |            | АВС  | МАЛ  | КИТ | БАХ | ИСП  | МОН  | ТУР | ВЕЛ  | ГЕР | ВЕН | ЕВР | БЕЛ  | ИТА | СИН | ЯПО | БРА | АБУ  | 3     | 71   |
| 2009 | McLaren | Mercedes FO 108W V8 | B    | Хэмилтон   | ДСК  | 7    | 6   | 4   | 9    | 12   | 13  | 16   | 18  | 1   | 2   | Сход | 12  | 1   | 3   | 3   | Сход | 3     | 71   |
| 2009 | McLaren | Mercedes FO 108W V8 | B    | Ковалайнен | Сход | Сход | 5   | 12  | Сход | Сход | 14  | Сход | 8   | 5   | 4   | 6    | 6   | 7   | 11  | 12  | 11   | 3     | 71   |

### Результаты в квалификациях
| Год  | Команда | Двигатель           | Шины | Пилоты     | 1   | 2   | 3   | 4   | 5   | 6   | 7   | 8   | 9   | 10  | 11  | 12  | 13  | 14  | 15  | 16  | 17  | Поулы |
| ---- | ------- | ------------------- | ---- | ---------- | --- | --- | --- | --- | --- | --- | --- | --- | --- | --- | --- | --- | --- | --- | --- | --- | --- | ----- |
| 2009 | McLaren | Mercedes FO 108W V8 | B    |            | АВС | МАЛ | КИТ | БАХ | ИСП | МОН | ТУР | ВЕЛ | ГЕР | ВЕН | ЕВР | БЕЛ | ИТА | СИН | ЯПО | БРА | АБУ | 4     |
| 2009 | McLaren | Mercedes FO 108W V8 | B    | Хэмилтон   | 13  | 13  | 9   | 5   | 14  | 16  | 16  | 19  | 5   | 4   | 1   | 12  | 1   | 1   | 3   | 17  | 1   | 4     |
| 2009 | McLaren | Mercedes FO 108W V8 | B    | Ковалайнен | 12  | 14  | 12  | 11  | 18  | 7   | 14  | 13  | 6   | 6   | 2   | 15  | 4   | 10  | 13  | 16  | 18  | 4     |